# 32 (DIMENSIONのアルバム)
『32』（サーティツー）はDIMENSIONのアルバム。2021年9月22日にZAIN RECORDSから発売。

## 収録曲
1. Go Deep
作曲：勝田一樹　編曲：DIMENSION、安部潤、友田ジュン
2. Beatniks
作曲：勝田一樹　編曲：DIMENSION、友田ジュン
3. The Gate
作曲：勝田一樹　編曲：DIMENSION、安部潤、友田ジュン
4. ON & ON
作曲：勝田一樹　編曲：DIMENSION、安部潤
5. Superstone
作曲：増崎孝司　編曲：DIMENSION、大島こうすけ
6. Night Vision
作曲：増崎孝司　編曲：DIMENSION、友田ジュン
7. Free Xone
作曲：勝田一樹　編曲：DIMENSION、友田ジュン
8. Blue Waves
作曲：増崎孝司　編曲：DIMENSION、友田ジュン
9. PANORAMA
作曲：増崎孝司　編曲：DIMENSION、安部潤
10. By Your Side
作曲：増崎孝司　編曲：DIMENSION、安部潤

## レコーディング参加
- 増崎孝司 - ギター
- 勝田一樹 - アルトサックス
  - 安部潤 - キーボード、シンセサイザー、プログラミング[1]
  - 大島こうすけ - キーボード、シンセサイザー、プログラミング[1]
  - 友田ジュン（DEZOLVE） - キーボード、シンセサイザー、プログラミング[1]
  - 川崎哲平 - ベース[1]
  - 二家本亮介 - ベース[1]
  - 則竹裕之 - ドラム[1]
  - 川口千里 - ドラム[1]